# Bryn Hall
Pour les articles homonymes, voir Hall.
Pas d'image ? Cliquez ici

a Compétitions nationales et continentales officielles uniquement.

b Matchs officiels uniquement.
Dernière mise à jour le 4 mars 2025.
Bryn Hall, né le 3 février 1992 à Auckland (Nouvelle-Zélande), est un joueur de rugby à XV néo-zélandais. Il évolue au poste de demi de mêlée avec le club japonais des Kubota Spears en League One depuis 2024.

## Carrière

### En club
Bryn Hall grandit à Auckland, où il est scolarisé avec le St Peter's College, réputé pour son équipe de rugby. Il pratique également l'athlétisme avec son lycée, et participe au championnat lycéen de la région d'Auckland en relais 4 × 100 mètres en 2010.
En 2010, après avoir terminé le lycée, il joue avec le club amateur du Northcote RC dans le championnat de la région de North Harbour. Repéré grâce à ses performances en club, il est retenu dans l'effectif de la province de North Harbour pour disputer la saison 2012 de NPC (championnat des provinces néo-zélandaises). La même année, il joue aussi avec l'équipe Development (espoir) de la franchise des Blues.
En 2013, il est retenu dans l'effectif des Blues pour disputer le Super Rugby. Il fait ses débuts le 1er mars 2013 face aux Crusaders. Il s'agit de l'unique rencontre qu'il dispute cette saison, en raison d'une longue indisponibilité due à une blessure à la mâchoire, suivie d'une mononucléose. 
Lors de la saison 2014, il revient en forme et s'impose comme le titulaire au poste de demi de mêlée, malgré la concurrence du All Black Piri Weepu,. La saison suivante, il ne joue aucun match en raison d'un fracture à la jambe subie lors de la présaison. Il regagne une place de titulaire en 2016, mais la direction des Blues lui annonce en fin de saison qu'il ne sera pas conservé, pour laisser la place à la nouvelle recrue Augustine Pulu,.
Il décide de rejoindre les Crusaders pour la saison 2017 de Super Rugby, où il compense le départ d'Andy Ellis au Japon. Se partageant le poste avec Mitchell Drummond, il est titulaire lors des trois finales successives (en 2017, 2018 et 2019) que remportent les Crusaders,. En 2020, après l'interruption de la saison de Super Rugby, il dispute le Super Rugby Aotearoa avec son équipe, et remporte la compétition.
En 2022, après six saisons avec les Crusaders, pour autant de titres remportés, il quitte la Nouvelle-Zélande pour rejoindre le club japonais des Shizuoka Blue Revs en League One.
En 2024, il fait un bref retour en Nouvelle-Zélande avec son ancienne équipe de North Harbour, avec qui il dispute la saison de NPC,.
Il retourne ensuite au Japon, où il s'engage avec les Kubota Spears.

### En équipe nationale
Bryn Hall joue avec la sélection scolaire néo-zélandaise (en) en 2010.
Il est sélectionné pour évoluer avec l'équipe de Nouvelle-Zélande des moins de 20 ans pour participer au championnat du monde junior en 2012. Capitaine de l'équipe, il termine finaliste de la compétition, après une finale perdue contre l'Afrique du Sud,.
En juillet 2015, en vertu de ses origines Māori, il est sélectionné avec les Māori All Blacks afin de disputer un match contre les Lions britanniques lors de leur tournée en Nouvelle-Zélande,. Par la suite, il continue à jouer avec cette équipe chaque saison.
En octobre 2018, il est sélectionné dans le groupe élargi de l'équipe de Nouvelle-Zélande, mais ne dispute aucune rencontre,.

## Palmarès

### En club
- Vainqueur du Super Rugby en 2017, 2018, 2019 et 2022 avec les Crusaders.
- Vainqueur du Super Rugby Aotearoa en 2020 et 2021 avec les Crusaders.